# Reginald Denham
Pour les articles homonymes, voir Denham.
Reginald Denham né à Londres le 10 janvier 1894 et mort à Englewood (New Jersey) le 4 février 1983, est un réalisateur et scénariste britannique.

## Filmographie partielle

### Comme réalisateur
- 1934 : The Primrose Path (en)
- 1934 : Death at Broadcasting House (en)
- 1934 : Borrow a Million (en)
- 1935 : Lieutenant Daring R.N. (en)
- 1935 : The Price of Wisdom (en)
- 1935 : The Village Squire
- 1935 : Le Drame du terminus (The Silent Passenger)
- 1935 : Lucky Days (en)
- 1936 : Le Cercle rouge (en) (The Crimson Circle)
- 1936 : Calling the Tune (en)
- 1936 : The House of the Spaniard (en)
- 1936 : Dreams Come True
- 1938 : Kate Plus Ten (en)
- 1939 : Flying Fifty-Five (en)
- 1939 : Blind Folly (en)